# Буйволов Андрій Валерійович
Андрій Валерійович Буйволов (рос. Андре́й Вале́рьевич Бу́йволов, нар. 12 січня 1987, Безмеїн) — російський футболіст, який грав на позиції захисника. Відомий за виступами у низці російських клубів, зокрема, «Волга» (Нижній Новгород) та «Тосно», у складі якого став володарем Кубка Росії, а також казахстанського клубу «Шахтар» (Караганда).

## Ігрова кар'єра
Андрій Буйволов народився в Туркменістані в сім'ї радянського військовослужбовця, пізніше з родиною перебрався до міста Балахна в Росії, де й розпочав займатися футболом. У дорослому футболі дебютував у 2003 році виступами за команду «Електроніка» з Нижнього Новгорода, який невдовзі перейменували на «Волга», в якій пройшов шлях від другої російської ліги до Прем'єр-ліги, та грав у команді до 2016 року, взявши участь у 213 матчах чемпіонату.
У 2016 році Андрій Буйволов став гравцем клубу «Тосно», з яким у перший сезон виступів зайняв друге місце в першому російському дивізіоні, а наступного року став у складі клубу володарем Кубка Росії. Проте після успішно проведеного сезону команда припинила існування, і до кінця 2018 року Буйволов грав у складі калінінградської «Балтика», проте у кінці року клуб не захотів продовжувати контракт з гравцем. На початку 2019 року Андрій Буйволов перейшов до складу команди першого російського дивізіону СКА з Хабаровська, за яку зіграв 10 матчів. У другій половині року футболіст знаходився у складі красноярського «Єнісея», проте за головну команду клубу так і не зіграв.
На початку 2020 року Андрій Буйволов став гравцем казахського клубу «Шахтар» з Караганди. На кінець 2021 року відіграв за команду 31 матч у національному чемпіонаті, після чого покинув команду.

## Титули і досягнення
- Володар Кубка Росії (1):

«Тосно»: 2017–2018.